# Instituto de Arquitetura e Urbanismo da Universidade de São Paulo
O Instituto de Arquitetura e Urbanismo da Universidade de São Paulo (IAUSC)) é uma unidade da Universidade de São Paulo responsável pelo ensino de graduação, pós-graduação, pesquisa e extensão de serviços à sociedade na área de Arquitetura e Urbanismo e nos campos de conhecimento que lhes são correlatos. Está instalada no campus USP de São Carlos.

## História
O curso de arquitetura e urbanismo da USP na cidade de São Carlos, foi criado em 1985 subordinado a Escola de Engenharia de São Carlos (EESC). No ano de 2010, por decisão do Conselho Universitário foi criado o Instituto de Arquitetura e Urbanismo de São Carlos (IAUSC) como unidade independente.

## Curso
O curso de graduação dispões de 45 vagas e tem a duração de cinco anos em período integral.

## Atividades
Em 2016 o Instituto de Arquitetura e Urbanismo sediou o “XIV Seminário de História da Cidade e do Urbanismo (SHCU) – Cidade, Arquitetura e Urbanismo: Visões e revisões do Século XX” de iniciativa do Programa de Pós-Graduação em Arquitetura e Urbanismo da Universidade Federal da Bahia. O mesmo evento foi acolhido pelo  IAU-USPSC em 1994.
Em uma iniciativa inovadora o IAUSC em 2020 participou juntamente com a Universidade Estadual Paulista em Bauru e a Universidade Estadual Paulista em Presidente Prudente de um curso não presencial Planejamento, Projeto e Território que que deve como objetivo proporcionar uma "visão futura de uma região ambientalmente sustentável, tendo por base a produção de conhecimento científico, que funcione como suporte para a Planificação Territorial e Urbana". Também no mesmo ano o Instituto de Arquitetura e Urbanismo da Universidade de São Paulo criou um suporte para protetor facial que pode ser produzido com impressoras 3D. O EPI que atende as normas da Anvisa e é utilizado por profissionais da área de saúde como proteção ao COVID-19.